# Abrotanella
Abrotanella is een geslacht uit de composietenfamilie (Asteraceae). Het geslacht telt ongeveer twintig soorten die voorkomen op het eiland Nieuw-Guinea, in Australië, Nieuw-Zeeland, zuidelijk Zuid-Amerika en op de Falklandeilanden. Het zijn meestal kleine planten die soms niet meer dan een paar millimeter boven de grond reiken. Sommige soorten vormen kussenplanten (Cushion plant) die een diameter van een meter kunnen bereiken. 

## Soorten
- Abrotanella caespitosa Petrie ex Kirk
- Abrotanella diemii Cabrera
- Abrotanella emarginata (Gaudich.) Cass.
- Abrotanella fertilis Swenson
- Abrotanella filiformis Petrie
- Abrotanella forsteroides (Hook.f.) Benth.
- Abrotanella inconspicua Hook.f.
- Abrotanella linearifolia A.Gray
- Abrotanella linearis Berggr.
- Abrotanella muscosa Kirk
- Abrotanella nivigena (F.Muell.) F.Muell.
- Abrotanella papuana S.Moore
- Abrotanella patearoa Heads
- Abrotanella purpurea Swenson
- Abrotanella pusilla Hook.f.
- Abrotanella rostrata Swenson
- Abrotanella rosulata Hook.f.
- Abrotanella scapigera F.Muell. ex Benth.
- Abrotanella spathulata Hook.f.
- Abrotanella submarginata A.Gray
- Abrotanella trichoachaenia Cabrera
- Abrotanella trilobata Swenson